# Річард Гартшорн
Рі́чард Га́ртшорн (правильніше Гартсгорн[джерело?]) (англ. Richard Hartshorne, 1899–1992) — американський географ, професор університету Вісконсин-Медісон та ін., основоположник поведінкової географії. Молодший брат американського релігійного філософа Чарльза Гартшорна (1897–2000).

## Біографія
Народився в містечку Кітанін, штат Пенсільванія. Батько Річарда, Франциск Гартшорн, у 1988 році закінчив Хаверфордський коледж. Захоплювався вченням Дарвіна, вивчав біологію та хімію. Мати Річарда, Маргарет — не відомий літератор. Крім Річарда, в сім'ї було ще 4 його брати та сестра. Один з його братів, Чарльз, що народився на 2 роки раніше, став всесвітньовідомим філософом, і супроводжував Річарда протягом всього свого життя.
Річард ріс у сільській місцевості, де читання книг та знання Біблії були обов'язковими. Відвідування бібліотеки для нього було буденно справою, де він перечитував десятки книг різної тематики. Згодом, під впливом прочитаного, в нього прокинувся інтерес до географії.
Коли йому було 9, родина переїхала з його рідного містечка до Феніксвіля, Пенсильванія. У школі він навчався надзвичайно добре. Перед вступом до Принстонського університету, Гартшорн чотири роки навчався в Єтській школі в Ланкастері, де, як він вважає, його навчання було найбільш ґрунтовним. У перший рік навчання Річард жив сам, що він пояснював бажанням більше сконцентруватися на навчанні. Наступні три роки в університеті він прожив з Лі Кенселером, який став йому найкращим другом. Протягом навчання Річард вибрав математику як основну спеціальність. У жовтні-грудні 1918 року був в армії Сполучених Штатів.
Принстонський університет Гартшорн закінчив у 1920-му році, докторську дисертацію захистив в університеті Чикаго у 1924.
З 1924 по 1940 роки викладав в університеті Мінесоти, у 1945–1970 — в університеті Вісконсин-Медісон. Під час війни започаткував та керував географічним підрозділом у дослідницькому й аналітичному відділі Управління стратегічних служб (OSS).
У 1949 році Гартшорн був президентом Асоціації американських географів. У 1960 році отримав найвищу нагороду Асоціації. Удостоєний звання доктора права (honoris causa) університету Кларка (17 квітня 1971) та медалі «Вікторія» від Королівського географічного товариства (1984).
Був одружений з Лоїс Хантінгтон Вільде (Lois Huntington Wilde, померла у 1972), вдруге — з Донною Тейлор Гартшорн (Donna Taylor Hartshorne). Мав трьох дочок.
Помер вдома у Медісоні від раку.

## Наукові погляди
Річард був одним з найбільш яскравих представників хорологічної школи, вважав географію єдиною наукою, завданням якої є опис «територіальної диференціації земної поверхні» і накопичення фактичного матеріалу. Особливе значення вчений надавав вивченню традицій та звичаїв населення різних територій, поведінки їхніх мешканців. Вважав їх тісно взаємопов'язаними з іншими природними і соціально-економічними явищами, характерними для тієї чи іншої території. Був противником використання аналітичних методів, вважаючи їх віддаленням від географічної реальності. Зробив великий внесок у розвиток теорії політичної (пояснення поведінки виборців тощо) і культурної (визначення культурного ландшафту) географії.
У 1950-х роках погляди Хартшорна були піддані критиці представниками школи просторового аналізу, зокрема Фредом Шефером і Вільямом Бунге.

### «Природа географії» (1939)
Хартшорнова книга The Nature of Geography (1939) є критичним оглядом тогочасної думки в світлі минулого, відображає його заклопотаність тим, що географи, вчені та науковці, повинні ознайомитися з і взяти до уваги минулі роботи в своїй галузі.
У 1950 році з приводу цієї книги виникла дискусія, в якій Фред К. Шефер розкритикував «ортодоксальність Хартшорна».
Основні думки в роботі Хартшорна
|                     | Географія не немовля, народжене з утроби американської геології кілька десятиліть тому, кожне нове покоління американських студентів може змінити світ навколо за бажанням. |
| — (стор. 22, вступ) | |

|              | Хоча коріння географії, як галузі знань, йдуть з античності … його перетворення в сучасній науці, по суті робота століття з 1750 по 1850 року. Друга половина цього періоду, час Гумбольдта і Ріттера, зазвичай говорять як про «класичний період» географії. |
| — (стор. 29) | |

|  | Якщо проблеми географа не можуть бути вивчені принципово картами — як правило, шляхом порівняння декількох карт — тоді виникає питання, чи є він в галузі географії. |

## Окремі публікації

### Книги
- «Природа географії: Критичний огляд сучасної думки у світлі минулого» (The Nature of Geography: A Critical Survey of Current Thought in the Light of the Past) (1939)
- «Точка зору про природу географії» (Perspective on the Nature of Geography) (1959)
- «Академічний Громадянин: Обрані Заяви Річарда Хартшорна». (The Academic Citizen: Selected Statements by Richard Hartshorne) Університет Вісконсіна. (1970)

### Статті
- «Місце як фактор у географії», Аннали Асоціації американських географів, Vol. 17, № 2 (червень, 1927), с. 92-99
- «Географічні та політичні кордони у Верхній Сілезії», Аннали Асоціації американських географів, Vol. 23 , № 4 (грудень, 1933), с. 195—228.
- (у співавторстві з Самуїлом Г. Дікеном) «Класифікація сільськогосподарських регіонів Європи та Північної Америки на рівномірній статистичній основі», Аннали Асоціації американських географів, Vol. 25, № 2 (червень, 1935), с. 99-120.
- «Останні розробки в політичній географії», American Political Science Review, Vol. 29, № 5 (жовтень, 1935), с. 785—804.
- «Останні розробки в політичній географії, II», American Political Science Review, Vol. 29, № 6 (грудень , 1935), с. 943—966.
- «Шість стандартних пір року», Аннали Асоціації американських географів, Vol. 28 , № 3 (вересень, 1938), с. 165—178.
- «Поняття raison d'être і зрілості держав» Аннали Асоціації американських географів, вип. 30, 59-60; 1940 року.
- «Політико-географічна картина світу», Аннали Американської академії політичних і соціальних наук, Vol. 218, державна політика в Світ у війні (листопад 1941 року), стор. 45-57.
- «Концепція географії як науки простору, від Канта і Гумбольдта до Геттнера», Аннали Асоціації американських географів, Vol. 48, № 2 (червень, 1958), с. 97-108.
- «Політична географія у сучасному світі» (Political Geography in the Modern World), The Journal of Conflict Resolution, Vol. 4, No. 1, The Geography of Conflict (березень, 1960), pp. 52–66.